# 인천정각중학교
인천정각중학교(仁川正閣中學校)는 대한민국 인천광역시 남동구 구월동에 있는 공립 중학교이다.

## 학교 연혁
- 2006년 11월 1일 : 인천정각중학교 8학급 설립인가
- 2008년 3월 1일 : 인천정각중학교 개교(1학년 335명)
- 2008년 3월 1일 : 초대 박정현 교장 취임
- 2023년 3월 1일 : 제6대 진윤기 교장 취임
- 2024년 2월 2일 : 제14회 졸업식(8학급 276명, 총 4,233명)
- 2024년 3월 4일 : 신입생 입학(8학급 259명)

## 참고 자료
- 인천정각중학교 - 한국교육학술정보원 학교알리미